# Goci
     Pierwotne siedziby Gotów (Götaland)
     Gotlandia
     kultura wielbarska
     kultura czerniachowska
     Cesarstwo Rzymskie
     Anglowie, Sasi, Jutowie (Anglosasi)
     Frankowie
     Goci
     Wizygoci
     Ostrogoci
     Hunowie
     Wandalowie

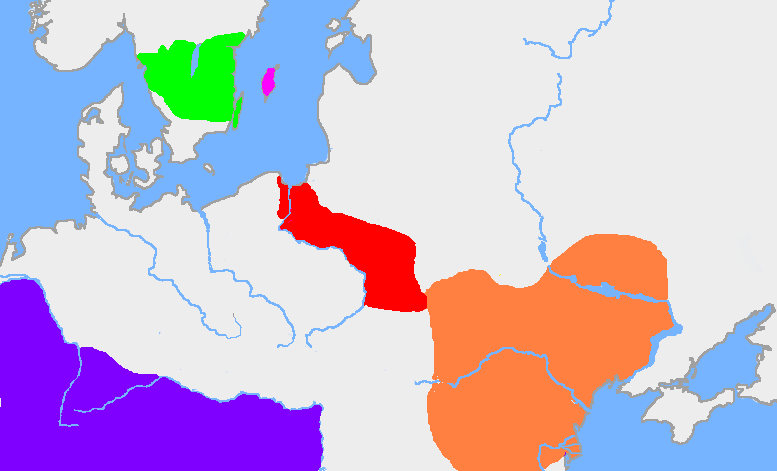
Kultury archeologiczne w III wieku
Pierwotne siedziby Gotów (Götaland)
Gotlandia
kultura wielbarska
kultura czerniachowska
Cesarstwo Rzymskie

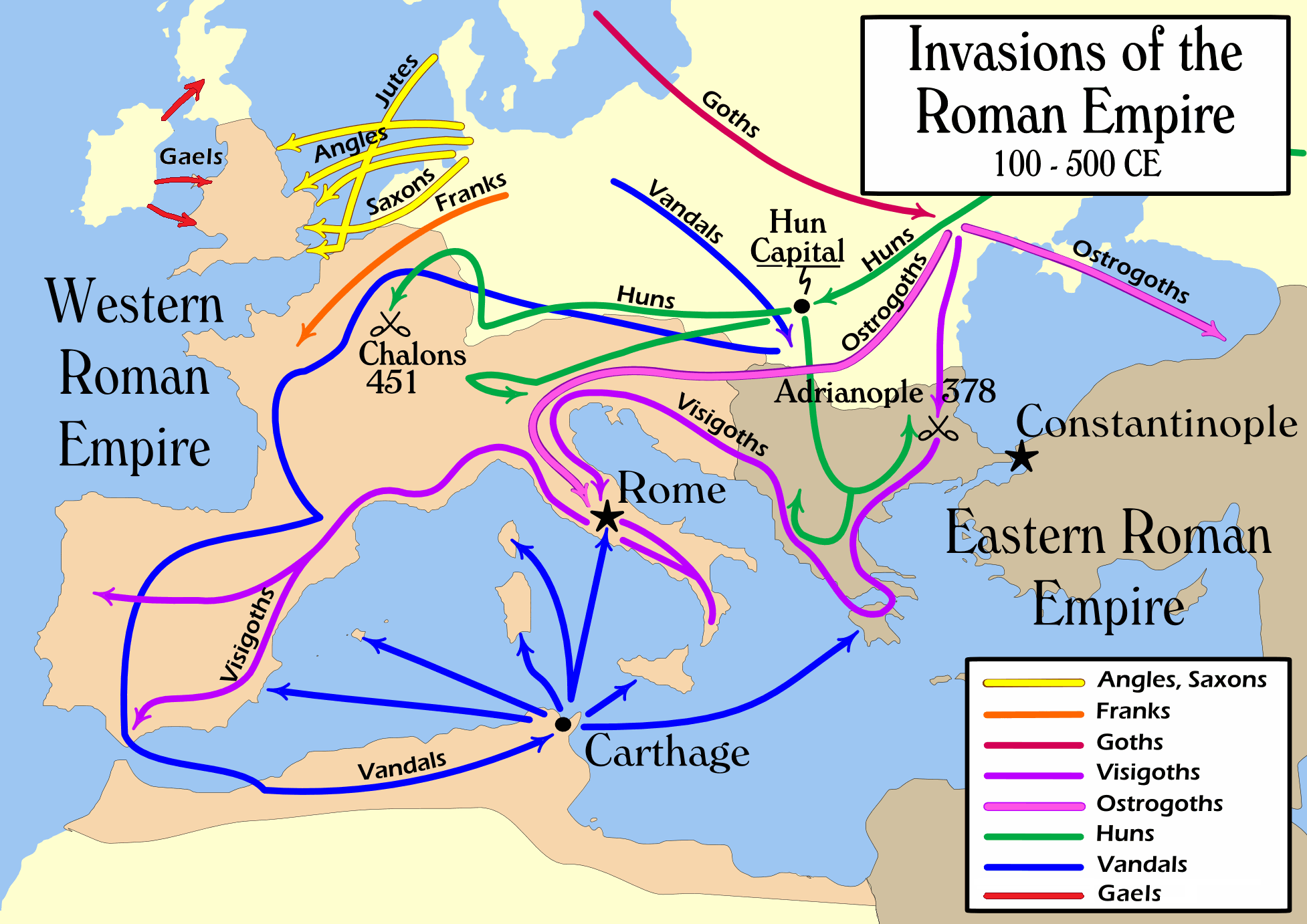
Uproszczona mapa najazdów barbarzyńców na teren cesarstwa rzymskiego
----
Anglowie, Sasi, Jutowie (Anglosasi)
Frankowie
Goci
Wizygoci
Ostrogoci
Hunowie
Wandalowie

Goci, Gotowie (goc. 𐌲𐌿𐍄𐌸𐌹𐌿𐌳𐌰, Gutþiuda; łac. Gothi, u Pliniusza Starszego Gutones, u Tacyta Gotones; stgr. Γότθοι) – jedno z największych i najważniejszych plemion wschodniogermańskich, mówiące językiem gockim. 

## Zarys historii

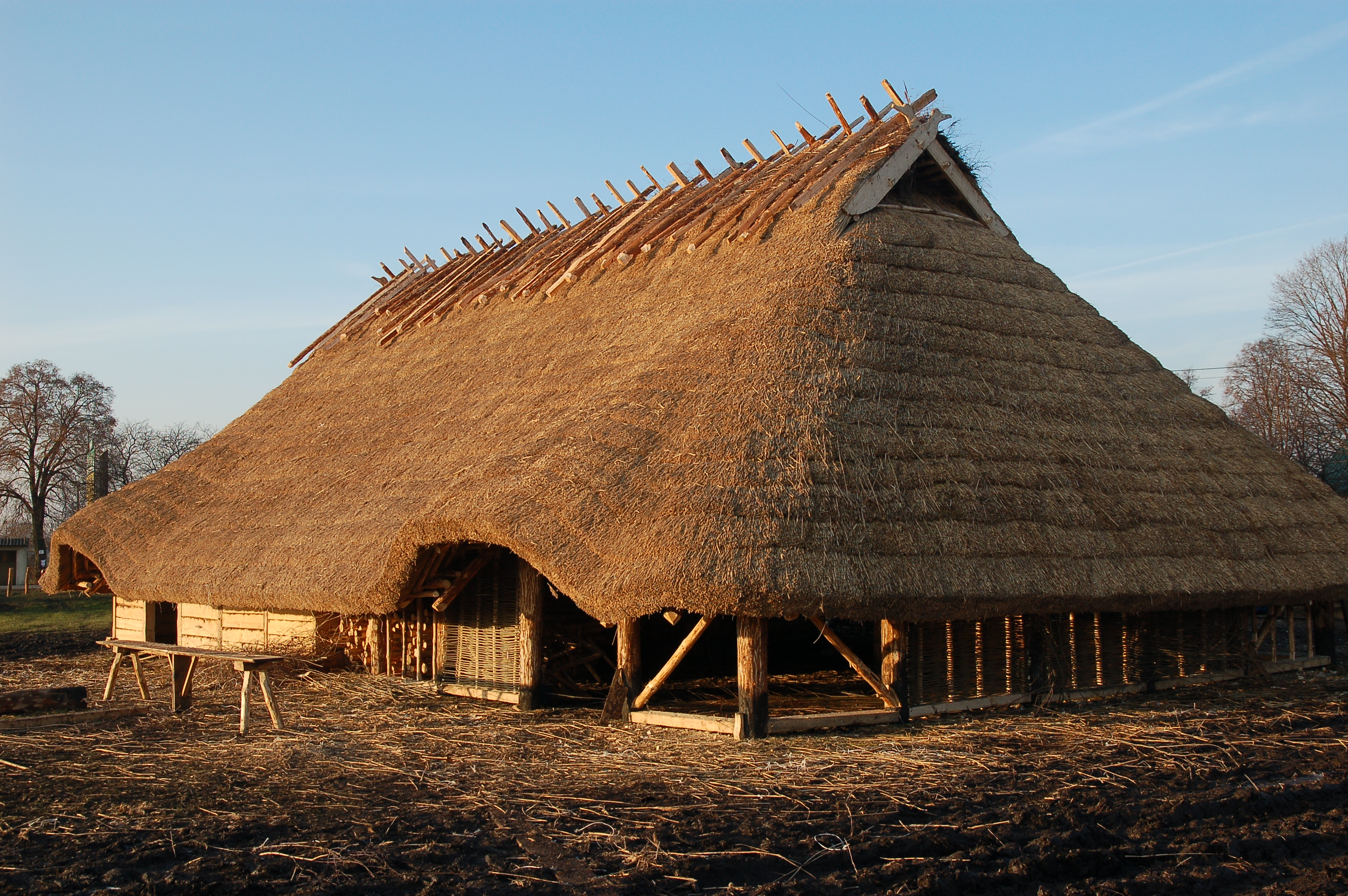
Rekonstrukcja gockiego długiego domu w Masłomęczu

O pierwotnych siedzibach Gotów można wnioskować z przekazów antycznych autorów i świadectw archeologicznych. Pliniusz Starszy (I w. n.e.) w swojej Naturalis historia umieszcza Gotów (Pliniusz używa nazwy Gutones) nad oceanem zwanym Metuonis. Jordanes, mnich pochodzenia gockiego i autor VI-wiecznego dzieła Getica, opisującego dzieje rodu Amalów, przytacza legendę o początkach migracji Gotów, którzy prowadzeni przez wodza Beriga, opuścili swoją ojczystą Skandzę i na trzech statkach popłynęli na południe, aż do brzegów krainy nazwanej przez nich Gothiskandza.
Położenie Skandzy i Gothiskandzy wywoływało w literaturze przedmiotu wiele dyskusji. Przez dłuższy okres uważano, że Goci pierwotnie zasiedlali południową część Półwyspu Skandynawskiego. Świadectwa archeologiczne raczej eliminują wyspę Gotlandię, wskazywaną czasami jako prasiedzibę Gotów, bowiem wskazują na odmienność inwentarza w wyposażeniu grobów gotlandzkich i grobów występujących na terenach, które można prawidłowo definiować później jako gockie (Pomorze). Pozostawała zatem hipoteza, która miała najwięcej zwolenników wśród badaczy, wskazująca na szwedzką prowincję Götaland jako praojczyznę Gotów. Dalsze uszczegółowienie lokalizacji budzi już dyskusję. Część badaczy (np. Eric Oxenstierna) za ojczyznę Gotów uznała Västergötland, inni (np. Józef Kostrzewski) – Östergötland. 
Równie żywo dyskutowany jest problem lokalizacji Gothiskandzy, miejsca, w którym wylądował król Berig. Polski historyk Gerard Labuda twierdził, na podstawie analizy tekstu Jordanesa, że Gothiskandza leżała w pobliżu ziem zajmowanych przez Ulmerugiów i Wandalów, w rejonie ujścia Odry. Goci po jakimś czasie skierowali się ku Pomorzu Środkowemu i Wschodniemu. Inni badacze, jako Gothiskandzę, wskazywali na ujście Łaby (Kazimierz Tymieniecki) lub też na okolice jeziora Ilmeń w Rosji (Stanisław Kujot). Badacze okresu migracji Gotów na południowe brzegi Bałtyku, a więc początku I w.n.e., przede wszystkim Ryszard Wołągiewicz, wskazali na pojawienie się w rejonie Pomorza Nadwiślańskiego nowej kultury archeologicznej, która wyparła rozwijającą się tu w poprzednim wieku kulturę oksywską. Nowej kulturze nadano nazwę kultura wielbarska od cmentarzyska w Wielbarku pod Malborkiem. W literaturze przedmiotu uznaje się za pewnik, że kulturę wielbarską stworzyli Goci, a więc teren Pomorza Nadwiślańskiego należy uznać za legendarną Gothiskandzę.

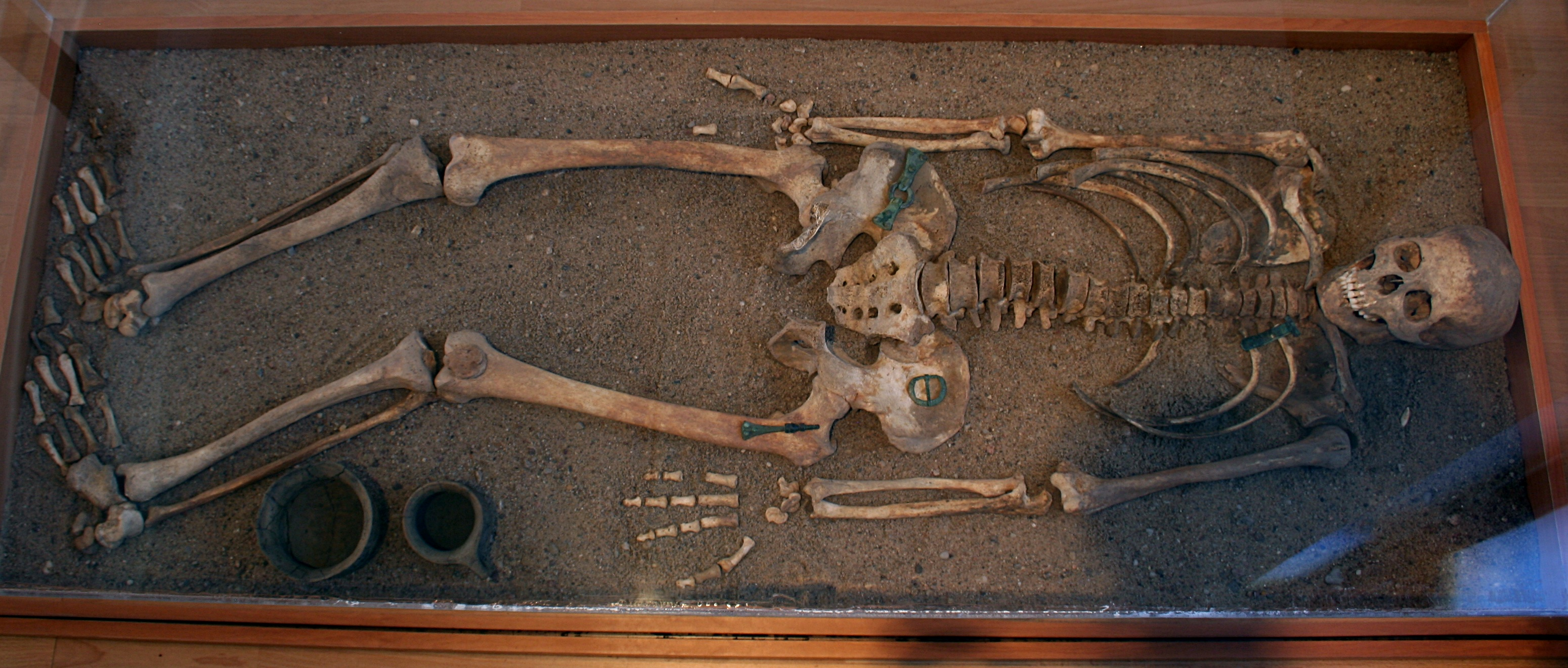
Wyposażenie grobu kultury wielbarskiej, II-III w. n.e.

W I i II w. n.e. kultura wielbarska charakteryzuje się dynamiczną ekspansją terytorialną. Goci i Gepidowie, inne plemię germańskie spokrewnione z Gotami, zajmowali Pomorze Środkowe, Krajnę i północną Wielkopolskę, Wysoczyznę Elbląską oraz zachodnią część Pojezierza Mazurskiego. W III wieku kultura wielbarska pojawia się w północnym Mazowszu, Podlasiu, Polesiu i Lubelszczyźnie. Według archeologów Goci wędrując wzdłuż Wisły i Bugu zasiedlali tylko pustki, respektując stan posiadania ludności tubylczej. Na trasie wędrówki nie wznoszą już kamiennych konstrukcji znanych z kolebki na Pomorzu.

### Wojny z Rzymem
Według przekazu Jordanesa liczebność ludności gockiej szybko urosła i za panowania Filimera, piątego króla po Berigu, Goci wraz ze sprzymierzeńcami wyruszyli w dalszą wędrówkę w poszukiwaniu żyznych ziem, leżących bardziej na południowym wschodzie – krainy Oium. Ten nowy etap migracji rozpoczął się na początku III wieku. Archeologicznym śladem tej wędrówki jest kultura czerniachowska, która powstała na ziemiach dzisiejszej Ukrainy oraz kultura Sîntana Mureș, powstała na terenie Mołdawii i Rumunii, które wraz z kulturą wielbarską są elementami wielkiego kręgu kultury gockiej. Oczywiście, te trzy kultury, najprawdopodobniej nie były wytworami wyłącznie gockimi, zapewne dużą rolę odgrywała również ludność autochtoniczna, która przyjmowała wierzenia i sposób życia Gotów. W połowie III wieku hordy wojowników gockich dotarły nad Morze Czarne w pobliże ujścia Dniestru i Bohu. Dotarcie do tych ziem, sąsiadujących z prowincjami rzymskimi i miastami greckimi z wybrzeża czarnomorskiego, spowodowało, że Goci zostali zauważeni przez antycznych kronikarzy i geografów. Po raz pierwszy Goci napadli na państwo rzymskie w 239 roku n.e. i starli się z wojskami Gordiana III. W latach 245–247 zwycięskie wojny z Gotami prowadził cesarz Filip Arab, a w roku 250 król gocki o imieniu Cniva próbował zdobyć bez skutku prowincje Mezję i Dację. Innym kierunkiem podbojów było wybrzeże Morza Czarnego, na którym leżały bogate miasta greckie. Gotom udało się w tym czasie podbić lub uzależnić szereg miast: Olbię, Chalcedon, Tyras, Tanais, Nikomedię, Niknę i Apameę.

## Obrządek pogrzebowy
Najbardziej charakterystyczną cechą kultury wielbarskiej był jej birytualny obrządek pogrzebowy. Zmarłych poddawano kremacji, a prochy wsypywano do popielnic lub bezpośrednio do jamy grobowej, lub też grzebano w trumnach kłodowych w ziemi. Innym wyjątkowym zwyczajem było układanie kręgów kamiennych wokół grobów, bruków kamiennych między zespołami grobów oraz budowanie kamiennych kurhanów (np. cmentarzyska w Odrach i Węsiorach). Goci i inne ludy autochtoniczne, które w procesie akulturacji przyjęły gocki system wierzeń, zrezygnowali z wkładania do grobów żelaznych narzędzi i broni. Na terenie Mazowsza znajdujemy cmentarzyska, na których występują wyłącznie pochówki o typowo kobiecym wyposażeniu grobowym (w starszej literaturze przedmiotu pisano nawet o mazowieckich Amazonkach). Cmentarzysko we wsi Weklice pod Elblągiem funkcjonowało w I-IV wieku n.e. i jest jednym z najlepiej poznanych cmentarzysk tej ludności na terenie dzisiejszej Polski. Archeolodzy odkryli tam ok. 600 różnego rodzaju pochówków i znaleźli ponad 3,5 tys. przedmiotów z metali, bursztynu, szkła, gliny i materiałów organicznych. Cmentarzyska od otwartych osad najczęściej rozdzielał ciek.

## Odłamy
W III wieku w źródłach pisanych pojawiają się nazwy: Terwingowie, czyli Goci – „mieszkańcy lasu” i Greutungowie – „mieszkańcy stepu”. Na południu dzisiejszej Ukrainy w IV wieku nastąpił podział Gotów na:
- wschodnich (Ostrogoci), osiadłych na wschód od Dniestru,
- zachodnich (Wizygoci), żyjących na zachodnim brzegu rzeki.

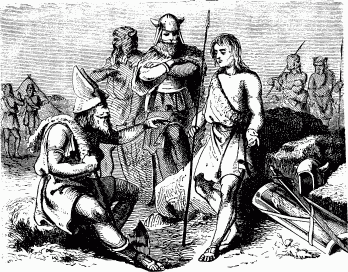
Goci na ilustracji z książki Charlotte Mary Yonge Young Folks’ History of Rome, 1880

Oba odłamy pobite przez Hunów wdarły się na terytorium cesarstwa rzymskiego i walnie przyczyniły się do zagłady jego zachodniej części.
Ostrogoci opanowali Panonię. Potem w ramach sojuszu z Bizancjum zaatakowali rządzoną przez Odoakra Italię, gdzie utworzyli królestwo ze stolicą w Rawennie. Swój rozkwit przeżyło ono za panowania Teodoryka I Wielkiego. W VI wieku Ostrogoci zostali pokonani przez armie bizantyjskie Belizariusza i Narsesa, a później ulegli Longobardom.
Wizygoci po długiej i niszczycielskiej wędrówce – w 410 roku pod wodzą Alaryka złupili Rzym – założyli swoje królestwo na terenie dzisiejszej południowo-zachodniej Francji ze stolicą w Tuluzie. Z czasem – także pod naciskiem Franków – przenieśli jego siedzibę do Hiszpanii, gdzie w VIII wieku ulegli najazdowi Arabów.
Podstawowym źródłem literackim mówiącym o historii Gotów są dzieła Jordanesa De origine actibusque Getarum (Getica), Kasjodora Historiae Gothorum i Prokopiusza z Cezarei Historia wojen.

## Związki językowe gocko-polskie
Do najstarszych zapożyczeń gockich w języku polskim należą m.in. następujące wyrazy chyża, chełm (wzgórze), książę, hełm, Włoch (Volch), chlew, chleb, osioł, wielbłąd, lek, szkło, kocioł, pułk, miecz, cesarz, lichwa, chędożyć (zręczny). Według Witolda Taszyckiego do nazw wodnych pochodzenia gockiego zaliczyć można m.in. Bug, Odra, San, Skrwa, Tanew, Wiar i Strwiąż oraz nazwy zakończone na -chwa i -bok. Do nazw miejscowych należy Grudziądz. Nazwami górskimi pochodzenia gockiego są Beskid, Beskidy i Bieszczady.
W drugą stronę – z języków słowiańskich do gockiego – zapożyczenia są skrajnie rzadkie: jedynym oczywistym przykładem w biblijnym gockim jest plinsjan ‘pląsać, tańczyć’ (z prasłow. *plęsati).